# Grease: The Original Soundtrack from the Motion Picture
Grease: The Original Soundtrack from the Motion Picture ist das Soundtrack-Album zum Film Grease und erschien am 14. April 1978 über das Label RSO Records. Mit über 38 Millionen verkauften Exemplaren zählt es zu den weltweit meistverkauften Musikalben.

## Mitwirkende und Produktion
An den Liedern des Soundtracks sind verschiedene Musiker beteiligt. Die Schauspieler John Travolta und Olivia Newton-John, Hauptdarsteller des Films Grease, singen sieben Songs, darunter die Singles You’re the One That I Want, Hopelessly Devoted to You, Summer Nights, Greased Lightnin’ und Sandy. Der Titelsong Grease wird von Frankie Valli interpretiert, wogegen die Rock-’n’-Roll-Band Sha-Na-Na sechs Stücke beisteuerte. Mehrere Lieder stammen von Louis St. Louis, Cindy Bullens und Stockard Channing, während Frankie Avalon, Jeff Conaway, Didi Conn, Dinah Manoff und Jamie Donnelly an je einem Song beteiligt waren. Zudem sind zwei Instrumentalstücke auf dem Soundtrack enthalten.
Der Großteil des Albums wurde von den Musikproduzenten Louis St. Louis und John Farrar produziert. Lediglich die Produktion des Titelsongs Grease stammt von Barry Gibb, Albhy Galuten und Karl Richardson.

## Covergestaltung
Das Albumcover zeigt die Schauspieler Olivia Newton-John und John Travolta in ihren Filmrollen Sandy Olsson und Danny Zuko, die sich umarmen und den Betrachter ansehen. Im oberen Bildteil stehen die Schriftzüge John Travolta, Olivia Newton-John, The Original Soundtrack from the Motion Picture und Grease in Orange bzw. Weiß. Der Hintergrund ist grün gehalten und rechts im Bild befindet sich ein Bleistift.

## Titelliste
| #  | Titel                                | Interpreten                                                   | Länge |
| -- | ------------------------------------ | ------------------------------------------------------------- | ----- |
| 1  | Grease                               | Frankie Valli                                                 | 3:24  |
| 2  | Summer Nights                        | John Travolta und Olivia Newton-John                          | 3:36  |
| 3  | Hopelessly Devoted to You            | Olivia Newton-John                                            | 3:00  |
| 4  | You’re the One That I Want           | John Travolta und Olivia Newton-John                          | 2:47  |
| 5  | Sandy                                | John Travolta                                                 | 2:30  |
| 6  | Beauty School Dropout                | Frankie Avalon                                                | 4:02  |
| 7  | Look at Me, I’m Sandra Dee           | Stockard Channing, Didi Conn, Dinah Manoff und Jamie Donnelly | 1:38  |
| 8  | Greased Lightnin’                    | John Travolta und Jeff Conaway                                | 3:12  |
| 9  | It’s Raining on Prom Night           | Cindy Bullens                                                 | 2:57  |
| 10 | Alone at a Drive-In Movie            | Instrumental                                                  | 2:22  |
| 11 | Blue Moon                            | Sha-Na-Na                                                     | 2:18  |
| 12 | Rock n’ Roll Is Here to Stay         | Sha-Na-Na                                                     | 2:00  |
| 13 | Those Magic Changes                  | Sha-Na-Na                                                     | 2:15  |
| 14 | Hound Dog                            | Sha-Na-Na                                                     | 1:23  |
| 15 | Born to Hand Jive                    | Sha-Na-Na                                                     | 4:39  |
| 16 | Tears on My Pillow                   | Sha-Na-Na                                                     | 2:06  |
| 17 | Mooning                              | Louis St. Louis und Cindy Bullens                             | 2:12  |
| 18 | Freddy, My Love                      | Cindy Bullens                                                 | 2:40  |
| 19 | Rock n’ Roll Party Queen             | Louis St. Louis                                               | 2:08  |
| 20 | There Are Worse Things I Could Do    | Stockard Channing                                             | 2:18  |
| 21 | Look at Me, I’m Sandra Dee (Reprise) | Olivia Newton-John                                            | 1:20  |
| 22 | We Go Together                       | John Travolta und Olivia Newton-John                          | 3:14  |
| 23 | Love Is a Many Splendored Thing      | Instrumental                                                  | 1:23  |
| 24 | Grease (Reprise)                     | Frankie Valli                                                 | 3:24  |

## Rezeption
| Professionelle Bewertungen | Professionelle Bewertungen |
| -------------------------- | -------------------------- |
| Kritiken                   |                            |
| Quelle                     | Bewertung                  |
| allmusic                   | [ 2 ]                      |

## Kommerzieller Erfolg

### Chartplatzierungen und Singles
Grease: The Original Soundtrack from the Motion Picture erreichte am 23. Oktober 1978 Platz eins der deutschen Albumcharts auf dem es sich insgesamt elf Wochen hielt. Letztendlich konnte es sich mit Unterbrechungen 50 Wochen in den Charts halten, davon 25 Wochen in den Top 10. In den Vereinigten Staaten hielt sich das Album zwölf Wochen an der Chartspitze und 79 Wochen in den Top 200. Ebenfalls Rang eins belegte es unter anderem in Österreich, im Vereinigten Königreich, in den Niederlanden, Schweden, Norwegen, Australien und Neuseeland. In den deutschen Jahrescharts 1978 erreichte Grease: The Original Soundtrack from the Motion Picture Position zwölf, während es in den Vereinigten Staaten und im Vereinigten Königreich jeweils Platz zwei belegte.
| ChartsChartplatzierungen       | Höchstplatzierung | Wochen |
| ------------------------------ | ----------------- | ------ |
| Deutschland (GfK)              | 1 (50 Wo.)        | 50     |
| Österreich (Ö3)                | 1 (52 Wo.)        | 52     |
| Vereinigte Staaten (Billboard) | 1 (79 Wo.)        | 79     |
| Vereinigtes Königreich (OCC)   | 1 (47 Wo.)        | 47     |

| ChartsJahrescharts (1978)      | Platzierung |
| ------------------------------ | ----------- |
| Deutschland (GfK)              | 12          |
| Österreich (Ö3)                | 5           |
| Vereinigte Staaten (Billboard) | 2           |
| Vereinigtes Königreich (OCC)   | 2           |

| ChartsJahrescharts (1979)      | Platzierung |
| ------------------------------ | ----------- |
| Deutschland (GfK)              | 27          |
| Österreich (Ö3)                | 11          |
| Vereinigte Staaten (Billboard) | 20          |

Im März 1978 wurde der von den Hauptdarstellern des Films, John Travolta und Olivia Newton-John, gesungene Song You’re the One That I Want als erste Single ausgekoppelt, die weltweit erfolgreich war und in zahlreichen Ländern die Chartspitze erreichte, darunter Deutschland, die Schweiz, das Vereinigte Königreich, die Vereinigten Staaten, die Niederlande, Belgien, Schweden, Norwegen und Neuseeland. Die zweite Auskopplung war der von Frankie Valli gesungene Titelsong Grease, der am 6. Mai 1978 erschien und ebenfalls Platz eins der US-Charts belegte. Als dritte Single wurde im Juni 1978 das von Olivia Newton-John interpretierte Lied Hopelessly Devoted to You veröffentlicht, bevor im Juli 1978 der Song Summer Nights von John Travolta und Olivia Newton-John erschien. Auch diese Auskopplungen wurden Top-10-Hits. Im September 1978 folgten noch die Singles Greased Lightnin’ (John Travolta und Jeff Conaway) und Sandy (John Travolta), die ebenfalls die Charts erreichten.

### Auszeichnungen für Musikverkäufe
Grease: The Original Soundtrack from the Motion Picture wurde 1979 für mehr als 1,25 Millionen verkaufte Einheiten in Deutschland mit einer fünffachen Goldenen Schallplatte ausgezeichnet, womit es zu den meistverkauften Musikalben hierzulande gehört. Im Jahr 2024 erhielt es in den Vereinigten Staaten für über 13 Millionen Verkäufe eine 13-fache Platin-Schallplatte. Im Vereinigten Königreich wurde es 2022 für mehr als 2,7 Millionen verkaufte Einheiten mit Neunfach-Platin ausgezeichnet. Mit weltweit über 38 Millionen verkauften Exemplaren zählt es zu den meistverkauften Musikalben der Geschichte.
| Land/Region                  | Auszeichnungen für Musikverkäufe (Land/Region, Auszeichnung, Verkäufe) | Verkäufe   |
| ---------------------------- | ---------------------------------------------------------------------- | ---------- |
| Australien (ARIA)            | 14× Platin                                                             | 1.010.000  |
| Belgien (BRMA)               | Gold                                                                   | 40.000     |
| Brasilien (PMB)              | Gold                                                                   | 100.000    |
| Dänemark (IFPI)              | 7× Platin                                                              | 140.000    |
| Deutschland (BVMI)           | 5× Gold                                                                | 1.750.000  |
| Europa (IFPI)                | Gold                                                                   | (500.000)  |
| Finnland (IFPI)              | —                                                                      | 40.000     |
| Frankreich (SNEP)            | Platin                                                                 | 1.300.000  |
| Hongkong (IFPI/HKRIA)        | Platin                                                                 | 20.000     |
| Italien (FIMI)               | Platin                                                                 | 50.000     |
| Kanada (MC)                  | Diamant                                                                | 1.115.000  |
| Neuseeland (RMNZ)            | Platin                                                                 | 250.000    |
| Niederlande (NVPI)           | —                                                                      | 1.000.000  |
| Norwegen (IFPI)              | Platin                                                                 | 250.000    |
| Österreich (IFPI)            | Gold                                                                   | 70.000     |
| Schweden (IFPI)              | —                                                                      | 150.000    |
| Schweiz (IFPI)               | Gold                                                                   | 25.000     |
| Singapur (RIAS)              | Gold                                                                   | 17.000     |
| Spanien (Promusicae)         | 3× Platin                                                              | 300.000    |
| Vereinigte Staaten (RIAA)    | 13× Platin                                                             | 13.000.000 |
| Vereinigtes Königreich (BPI) | 9× Platin                                                              | 2.700.000  |
| Insgesamt                    | 7× Gold · 43× Platin · 2× Diamant ·                                    | 23.327.000 |

Hauptartikel: Olivia Newton-John/Auszeichnungen für Musikverkäufe